# 18111 Pinet
18111 Pinet (2000 NB14) là một tiểu hành tinh vành đai chính được phát hiện ngày 5 tháng 7 năm 2000 bởi Patrick Pinet ở Trạm Anderson Mesa.